# Douglas DC-7

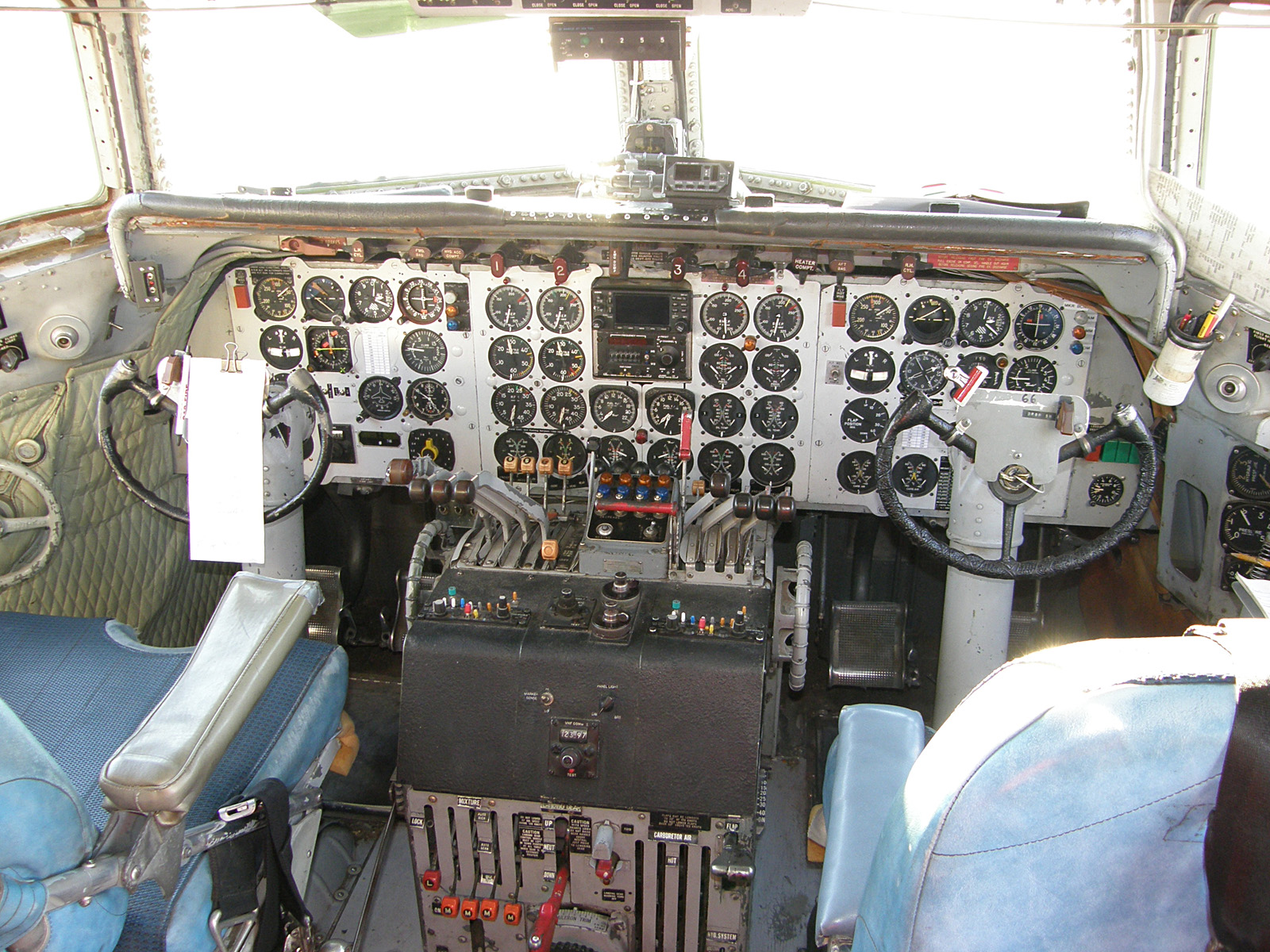
Cockpit einer Douglas DC-7

Die Douglas DC-7 ist ein viermotoriges Propeller-Verkehrsflugzeug mit Druckkabine, das in den Jahren 1953 bis 1958 von der US-amerikanischen Douglas Aircraft Company hergestellt wurde. Es stellte neben der Lockheed Starliner den Höhe- und Schlusspunkt der Ära der von Kolben-Verbrennungsmotoren angetriebenen Propellerflugzeuge am Übergang zum Strahlflugzeugzeitalter dar.

## Geschichte
Anfang der 1950er Jahre suchten einige US-amerikanische Fluggesellschaften einen Nachfolger der bewährten DC-6 mit vergrößerter Reichweite, um so wie mit dem Konkurrenzmuster Lockheed Super Constellation in beiden Richtungen nonstop von einer US-Küste zur anderen fliegen zu können. Nach anfänglichem Zögern von Douglas bestellte American Airlines 25 Flugzeuge zu einem Preis von 40 Mio. US-Dollar, wodurch die Entwicklungskosten gedeckt wurden. Der Prototyp hob am 18. Mai 1953 zu seinem Erstflug ab, im November ging die erste Maschine in den Liniendienst. Die Nonstop-Flüge waren aufgrund technischer Probleme anfangs jedoch oft nur theoretisch möglich.
Technisch ist die DC-7 eine weiterentwickelte DC-6, die wiederum teilweise auf der DC-4 von 1938 basiert. Die DC-7 war mit 33,24 Meter 1,06 Meter länger als die DC-6, hatte eine Spannweite von 35,81 Metern und wog leer 30.076 kg. Ihr Höchstabfluggewicht betrug 55.430 kg und sie konnte je nach Bestuhlung zwischen 60 und 95 Passagiere befördern. Die DC-7 hatte für ein Propellerflugzeug eine relativ hohe Geschwindigkeit und erreichte eine Spitzengeschwindigkeit von 656 km/h. Die maximale Reisegeschwindigkeit lag bei etwa 584 km/h, die Reichweite bei maximal 7.130 Kilometer und bei 6.130 Kilometer mit einer Nutzlast von 8.100 kg. Angetrieben wurde die DC-7 von vier 18-Zylinder-Turbo-Compound-Doppelsternmotoren vom Typ Wright R-3350 mit je 3.250 BHP (2.423 kW) maximaler Startleistung. Diese – ebenfalls in der Lockheed Super Constellation verwendeten – Triebwerke waren technisch durch ihre Abgasturbinen sehr störanfällig und in ihrer Bedienung sehr komplex und anspruchsvoll. Im Durchschnitt erreichte ein Wright R-3350 in den hochgezüchteten TC-Versionen etwa 1.540 Betriebsstunden, bevor ein Austausch notwendig wurde. Das Triebwerk Pratt & Whitney R-2800 der DC-6 hingegen kam auf bis zu 6.000 Betriebsstunden. Jedoch war das Wright R-3350TC18 mit einem spezifischen Kraftstoffverbrauch zwischen 200 und 170 g/PSh eines der sparsamsten Kolbenmotortriebwerke dieser Leistungsklasse, das je gebaut wurde.

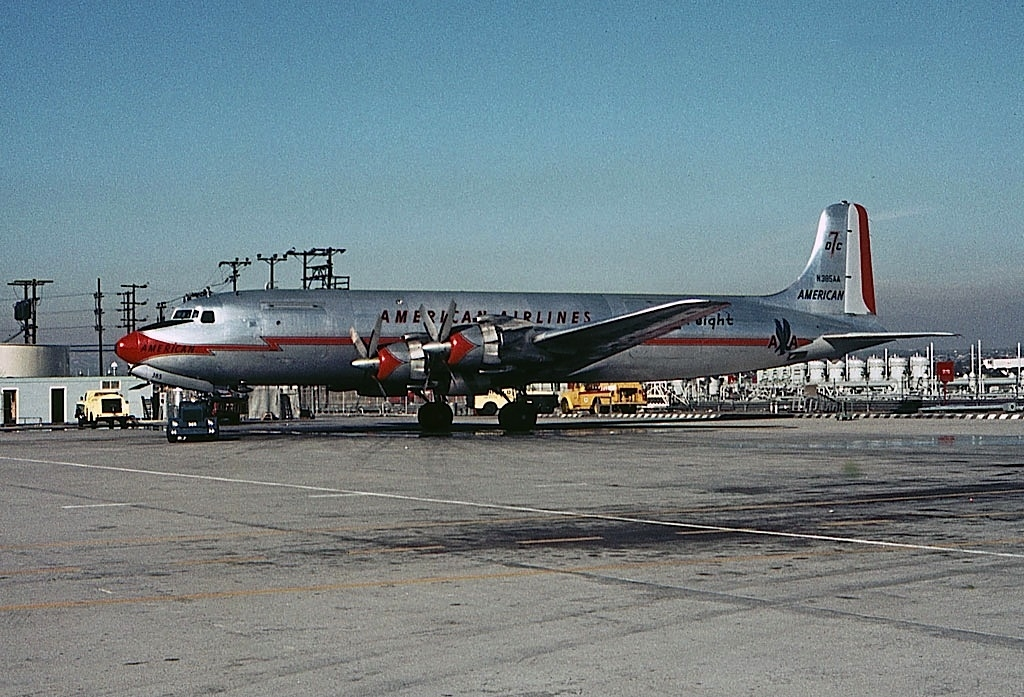
DC-7B der American Airlines auf dem Flughafen Los Angeles

Ab April 1955 gab es die Version DC-7B, die gegenüber dem ursprünglichen Typ über eine verstärkte Struktur, etwas stärkere Triebwerke (Wright R-3350-972TC18DA1) sowie ein verbessertes Landeklappensystem verfügte. Dadurch war es möglich, optional sogenannte „Satteltanks“ zu installieren, welche dann in den oberhalb der Tragflächen vergrößerten Triebwerksgondeln untergebracht wurden. Somit erhöhte sich die mögliche Treibstoffkapazität von 17.049 Litern (DC-7) auf bis zu 24.143 Liter bei der DC-7B. Die Pan American World Airways nahm mit ihren reichweitengesteigerten DC-7B die Nonstop-Verbindung New York–London am 13. Juni 1955 auf. Auch diese Steigerung genügte den Anforderungen der europäischen Fluggesellschaften jedoch nicht; die B-Version konnte immerhin den Nordatlantik auf der Route New York – London in östlicher Richtung wegen des Jetstreams nonstop überqueren.
Am 20. Dezember 1955 folgte mit dem Erstflug der DC-7C, als Wortspiel auch „Seven Seas“ genannt, eine dritte Variante. Dieser Typ war als erstes Verkehrsflugzeug in der Lage, den Atlantik in beiden Richtungen nonstop zu überqueren sowie von der amerikanischen Westküste aus planmäßig und ohne Zwischenlandung Ziele in Europa zu erreichen. Für die dafür notwendige Treibstoffkapazität von etwa 30.000 Litern und die höhere maximale Startmasse von rund 65.000 kg genügten die bis zur DC-7B verwendeten Tragflächen der DC-4 nicht mehr. Zwischen den inneren Motoren und dem Rumpf wurde jeweils ein 1,5 Meter langes Tragflächen-Teilstück eingefügt. Dadurch vergrößerte sich die Spannweite auf 38,80 Meter und die Treibstoffkapazität um 5.474 Liter auf nun insgesamt 29.617 Liter. Die Satteltanks wurden nun serienmäßig bei allen DC-7C eingebaut. Da die Motoren nun weiter außerhalb lagen und der Durchmesser der Propeller von 3,96 Meter (DC-7B) auf 4,26 Meter vergrößert werden konnte, ergab sich durch die niedrigeren Drehzahlen als positiver Nebeneffekt eine Lärmreduzierung in der Kabine. Des Weiteren erhielt die DC-7C nun Wright R-3350-988TC18EA1- oder EA2-Triebwerke, was die maximale Startleistung auf 3400 BHP (2.535 kW) pro Triebwerk steigerte. Der Rumpf wurde um 0,99 Meter auf 34,23 Meter verlängert. Der Querschnitt des Rumpfes blieb unverändert bei einer Breite von 3,28 Metern und Höhe von 3,50 Metern. Die Reichweite der DC-7C mit 21.300 kg Treibstoffzuladung betrug 9.050 km bei einer Nutzlast von 6.945 kg. Diese Version wurde auf noch längeren Langstrecken eingesetzt, so auf der Route San Francisco – London oder Amsterdam – Anchorage – Tokio. KLM führte im Mai 1957 einen Nonstop-Flug von Long Beach nach Paris durch – die Flugzeit betrug 21 Stunden und 35 Minuten. BOAC sah sich durch die Konkurrenz von Pan Am und deren DC-7C gezwungen, diesen Typ zu bestellen, statt auf eine überarbeitete Bristol Britannia zu warten. Ein weiterer direkter Konkurrent war die Lockheed Starliner; diese war jedoch wegen ihrer etwas späteren Markteinführung kommerziell nicht mehr so erfolgreich, und es wurden nur 44 Stück gebaut. Damit war die DC-7C „Seven Seas“ für einige wenige Jahre die unangefochtene „Königin“ des interkontinentalen Flugverkehrs bis zum Erscheinen der ersten Passagier-Jets Ende der 1950er Jahre wie der Boeing 707 oder Douglas DC-8.

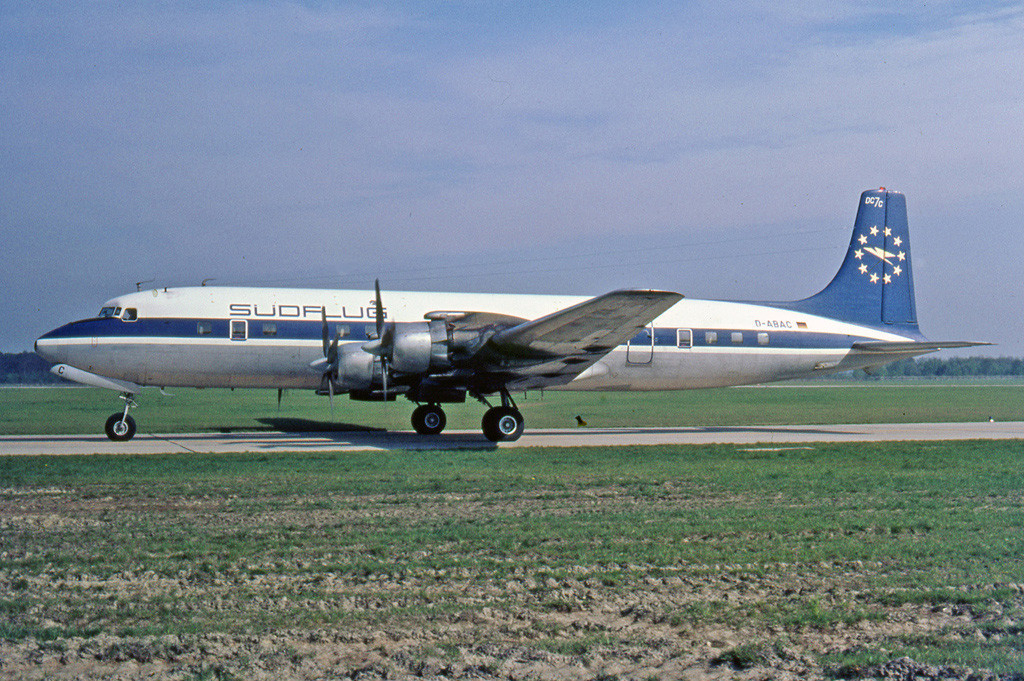
Eine Douglas DC-7C der Südflug

Zum Schluss plante Douglas noch die DC-7D, für die Rolls-Royce Tyne-Turboprop-Triebwerke mit je 4.273 kW (5.800 PS) vorgesehen waren. Diese ging aber wegen des nahenden Jetzeitalters nicht mehr in Serie.
Nach ihrer etwa 1965 endenden Zeit als Passagierflugzeug bei den Linienflug-Gesellschaften fanden zahlreiche Maschinen neue Betreiber bei Charterfluggesellschaften wie der deutschen Südflug, Transair Sweden und etlichen spanischen und britischen Gesellschaften. Gleichzeitig wurden viele DC-7 nun als Fracht- oder Transportflugzeug eingesetzt, dafür jetzt DC-7F genannt.

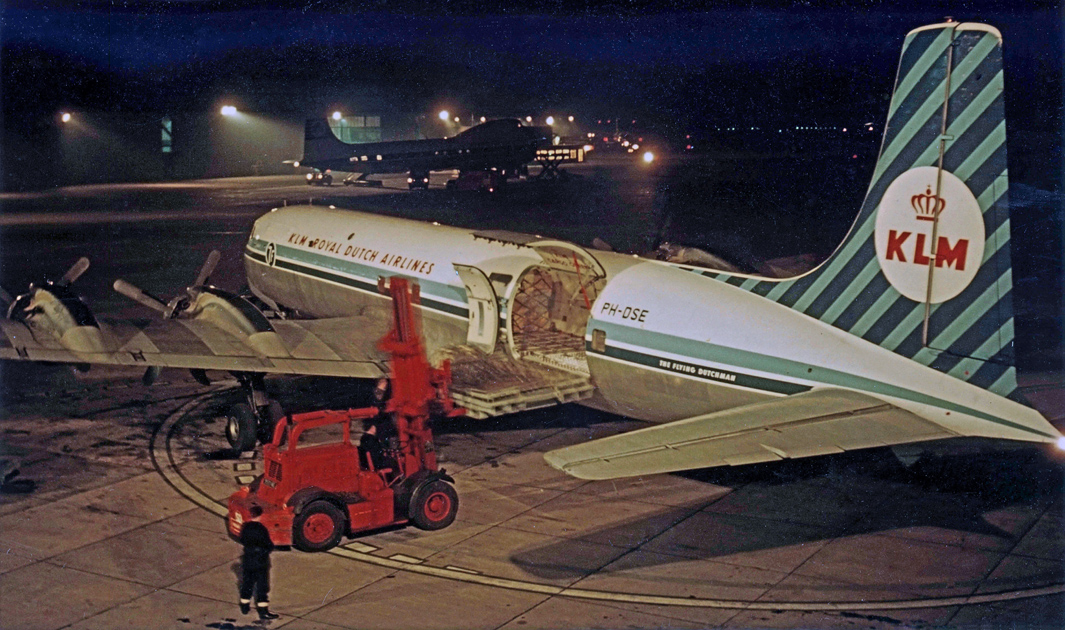
DC-7CF der KLM, Manchester 1964

Die letzte und 1041. Maschine aus der DC-6-/DC-7-Baureihe, eine DC-7C mit dem Kennzeichen PH-DSR, wurde am 10. Dezember 1958 an die niederländische KLM ausgeliefert, die sie allerdings schon im Oktober 1962 wieder bei Douglas in Zahlung gab. Dieses Flugzeug ist seit 1978 bis heute (2020) als N777EA auf dem Flugplatz Phoenix Goodyear (Litchfield) geparkt und noch zugelassen.
Insgesamt wurden 338 DC-7 gebaut, davon 105 DC-7 (Basispreis 1,8 Mio$), 112 DC-7B (Basispreis 1,9 Mio$) und 121 DC-7C (Basispreis 2,3 Mio$). Im Jahr 2020 waren in den USA noch 6 Flugzeuge dieses Typs registriert. Am 14. Oktober 2020 führte die einzige noch aktive DC-7, eine als Löschflugzeug betriebene DC-7B mit dem Kennzeichen N838D ihren letzten Flug durch und beendete damit die aktive Karriere der DC-7, 67 Jahre nach ihrem Erstflug.

## Name
Bereits im Jahr 1944 plante Douglas Aircraft Company ein Flugzeug mit der Bezeichnung DC-7, das aus der C-74 entwickelt werden sollte, aber nicht verwirklicht wurde.

## Nutzung

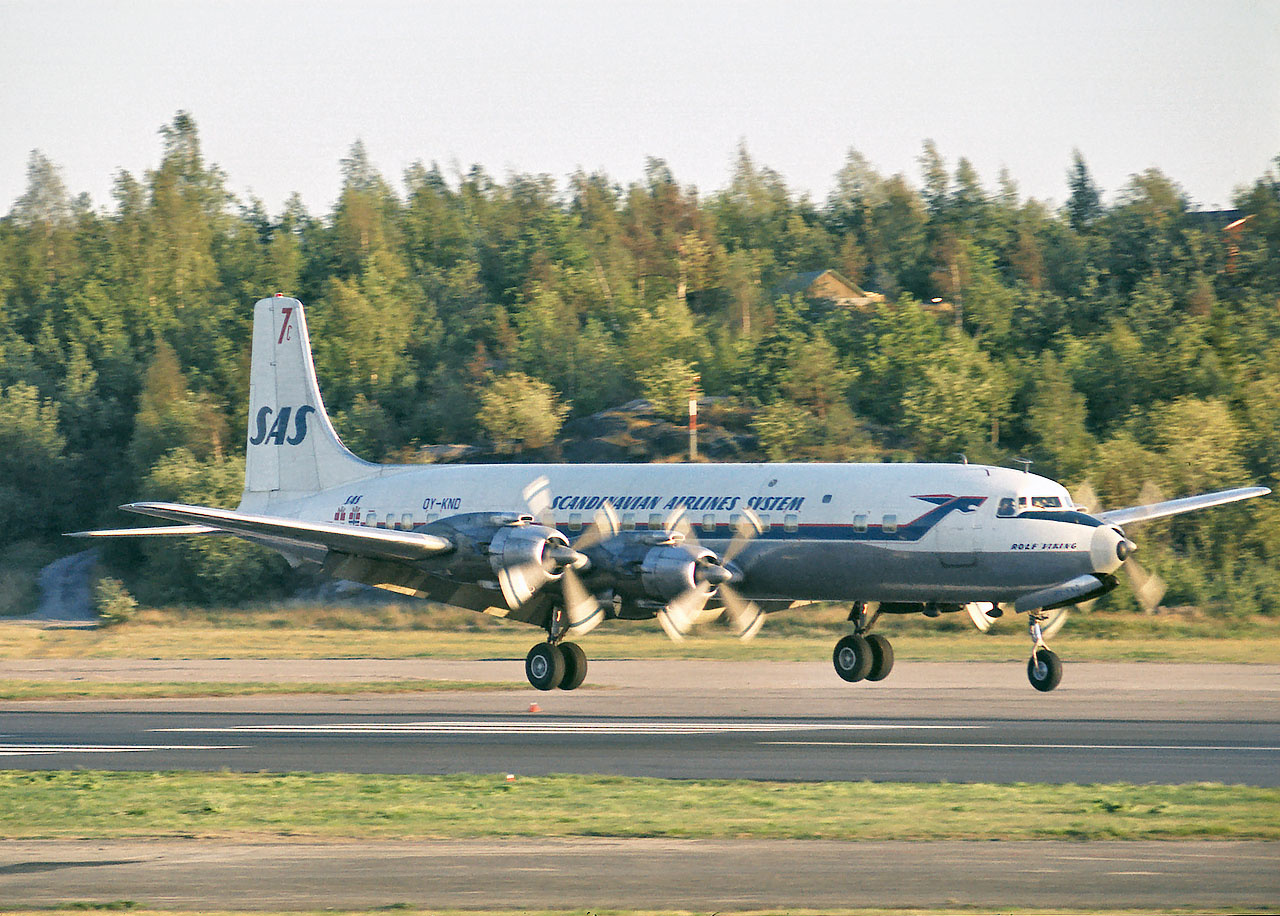
Douglas DC-7 der Scandinavian Airlines auf dem Flughafen Stockholm/Bromma, 1967

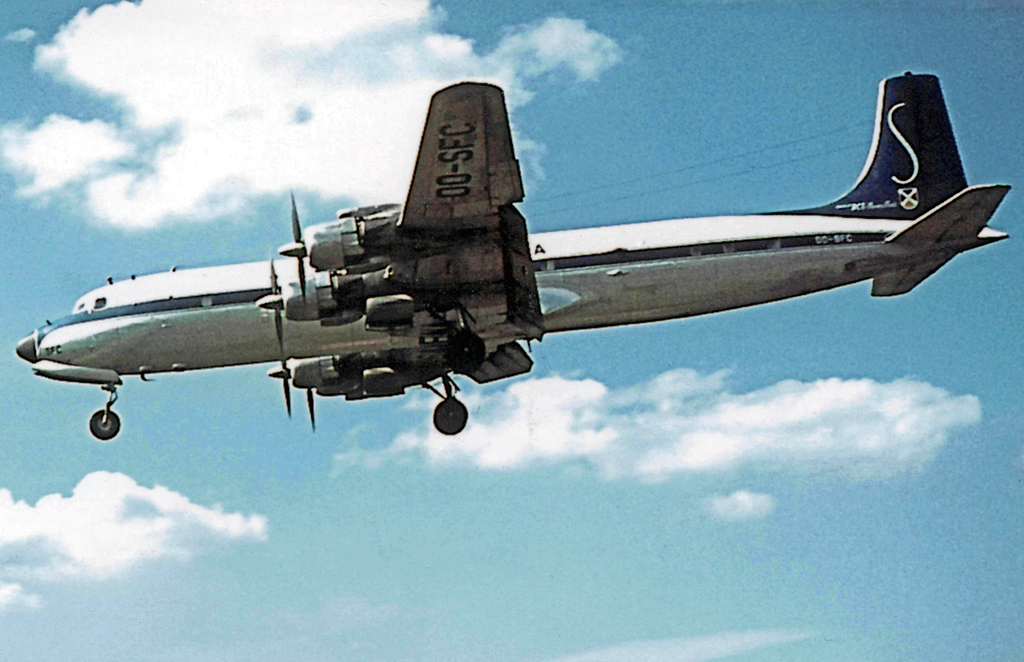
Douglas DC-7 der Sabena, Manchester 1962

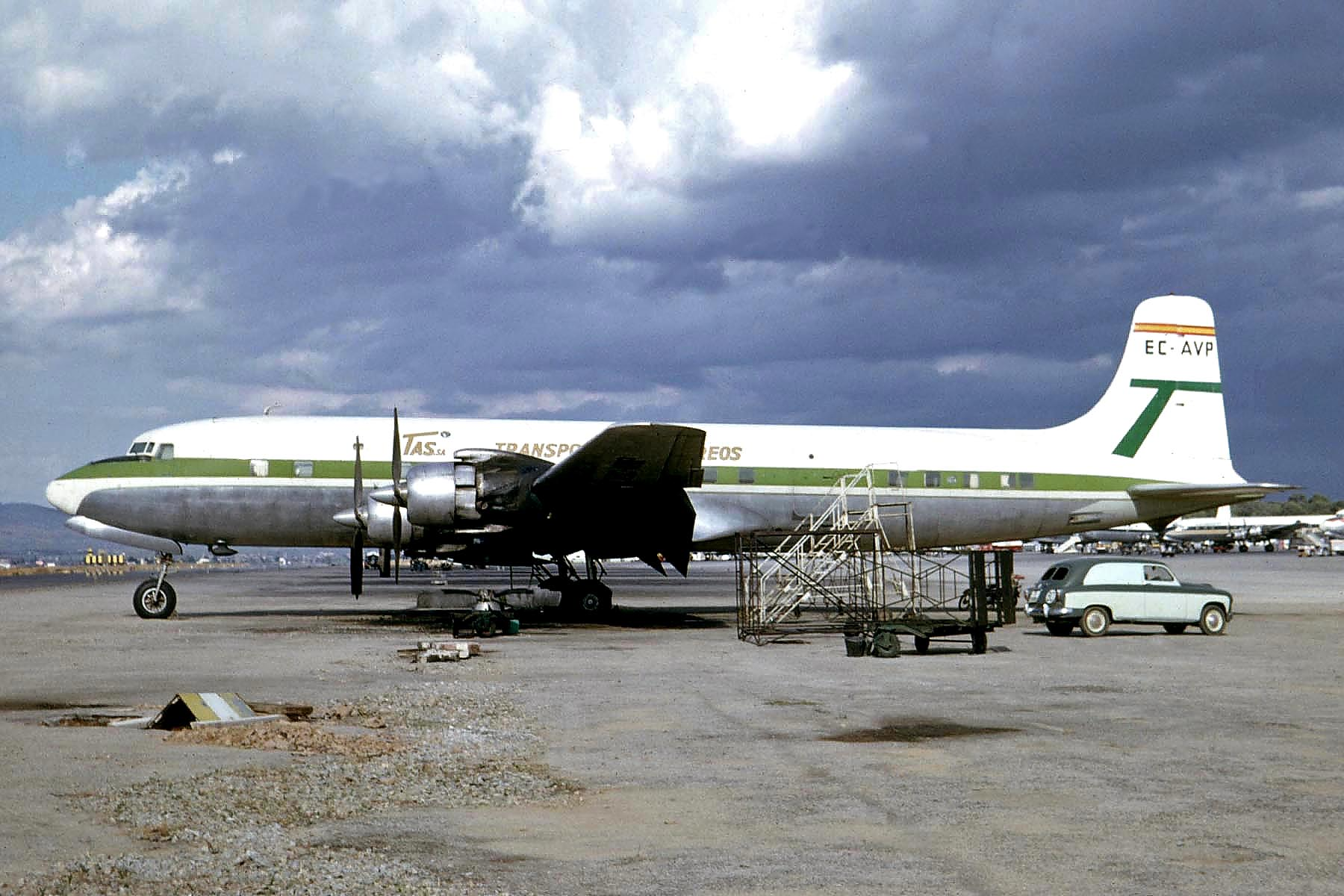
Douglas DC-7 der Trabajos Aéreos del Sahara (TASSA), Palma de Mallorca, 1965

### Zivile Nutzer

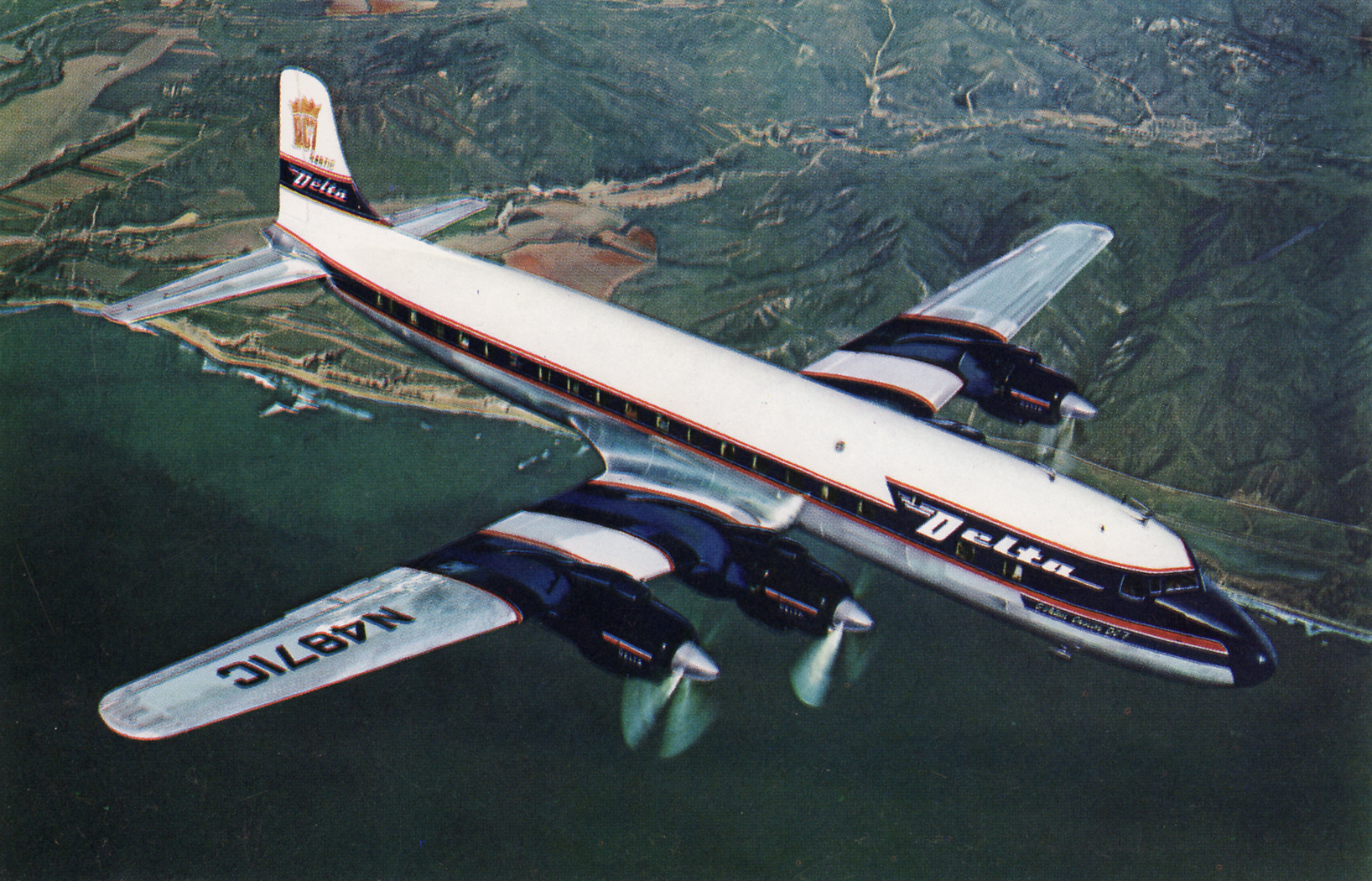
Douglas DC-7 der Delta Air Lines

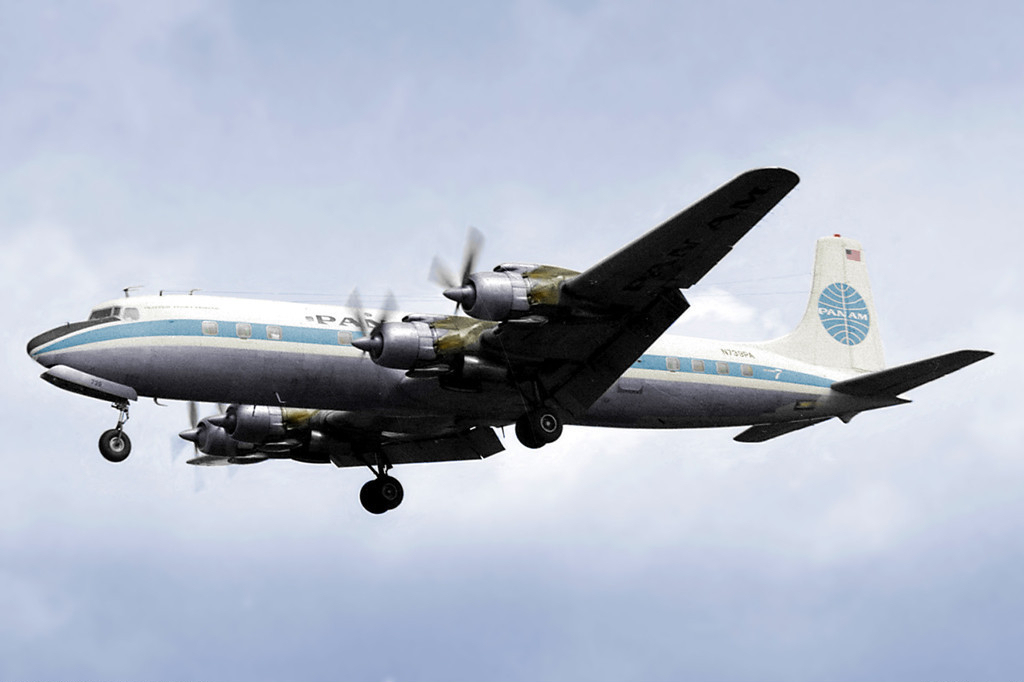
Douglas DC-7 der Pan Am, Berlin-Tempelhof 1961

Betreiber werksneuer Maschinen:

#### Europa
Betreiber werksneuer Maschinen in Europa waren:
- 06 × Alitalia
- 10 × British Overseas Airways Corporation (BOAC)
- 15 × KLM Royal Dutch Airlines
- 10 × Sabena
- 14 × SAS Scandinavian Airlines
- 05 × Swissair
- 03 × Transports Aériens Intercontinentaux (TAI)

Gebrauchte DC-7 wurden in Europa betrieben durch:
- Atlantis
- Caledonian Airways
- Conair of Scandinavia
- Dan-Air
- Flying Enterprise
- Internord Aviation
- Martinair
- Ostermanair-Sweden
- Schreiner Airways
- Schwedisches Rotes Kreuz
- Spantax
- Südflug International
- Trabajos Aéreos del Sahara (TASSA)
- Trabajos Aéreos y Enlaces
- Transair Sweden
- Transeuropa Compañía de Aviación
- Transmeridian Air Cargo
- Transports Aeriens Reunis

#### Nordamerika
- 59 × American Airlines, Erstbesteller und größter Betreiber der DC-7
- 07 × Braniff International Airways
- 05 × Continental Airlines
- 20 × Delta Air Lines
- 49 × Eastern Airlines
- 08 × National Airlines (1934)
- 14 × Northwest Airlines
- 33 × Pan American World Airways
- 57 × United Airlines
- 4 × Mexicana

#### Afrika, Asien, Südamerika
Betreiber werksneuer Maschinen außerhalb der USA und Europas waren:
- 1 × Iran Air
- 4 × Japan Air Lines
- 6 × Panagra
- 2 × Panair do Brasil
- 2 × Persian Air Services
- 4 × South African Airways

### Militärische Nutzer
- Frankreich
- Kolumbien
- Mexiko
- Rhodesien

## Zwischenfälle
Zwischen dem Erstflug 1953 und dem Betriebsende 2010 wurden insgesamt 74 der 338 gebauten DC-7 zerstört oder irreparabel beschädigt. Bei 28 der Totalverluste kamen 726 Menschen ums Leben. Im Hauptartikel findet sich eine vollständige Liste der Totalschäden.

## Technische Daten (DC-7C)

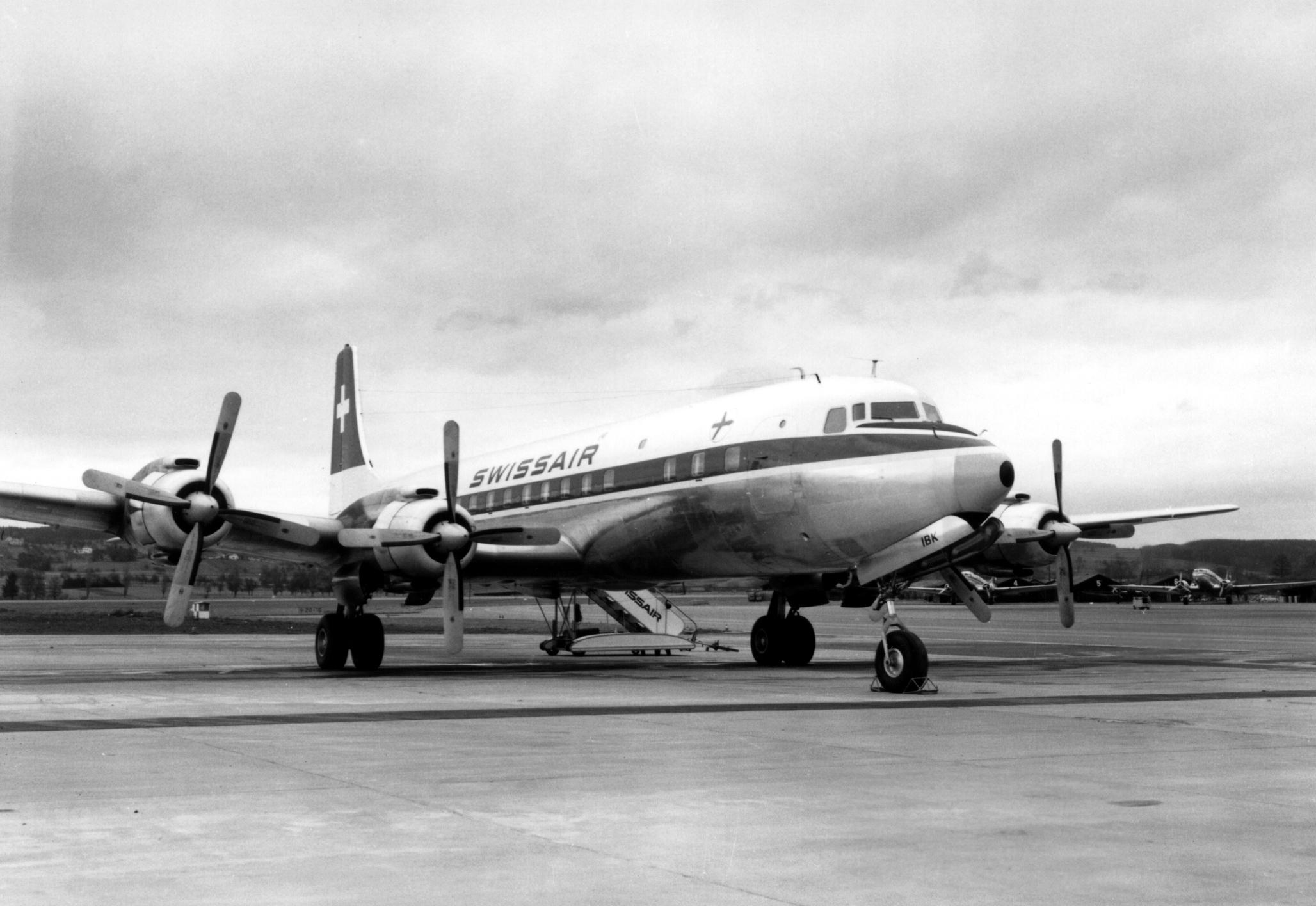
Douglas DC-7C der Swissair

Angaben aus: Jane’s All The World’s Aircraft, 1959–1960, S. 294–295 (siehe unten)
| Kenngröße             | Daten                                                                         |
| --------------------- | ----------------------------------------------------------------------------- |
| Besatzung             | 3–5                                                                           |
| Flugbegleiter         | 5                                                                             |
| Passagiere            | 62–99                                                                         |
| Länge                 | 34,23 m                                                                       |
| Spannweite            | 38,86 m                                                                       |
| Flügelstreckung       | 9,93                                                                          |
| Höhe                  | 9,65 m                                                                        |
| Flügelfläche          | 152 m²                                                                        |
| Leermasse             | 33.034 kg                                                                     |
| Nutzlast              | 9.752 kg                                                                      |
| max. Startmasse       | 64.865 kg                                                                     |
| Reisegeschwindigkeit  | 557 km/h                                                                      |
| Höchstgeschwindigkeit | 653 km/h                                                                      |
| Landegeschwindigkeit  | 156 km/h                                                                      |
| Steigrate             | 5,3 m/s                                                                       |
| Startstrecke          | 1.940 m                                                                       |
| max. Dienstgipfelhöhe | 9.200 m                                                                       |
| max. Reichweite       | 9.070 km                                                                      |
| Triebwerke            | 4 × Wright R-3350-988TC18EA1, Luftgekühlter Doppelsternmotor mit 18 Zylindern |
| max. Startleistung je | 3.400 bhp (2.535 kW)                                                          |
| max. Dauerleistung je | 2.800 bhp (2.087 kW)                                                          |
| Treibstoffkapazität   | 29.575 l (21.300 kg)                                                          |

## Sonstiges
Im Jahr 1972 verwendete die Band The Rolling Stones eine für ihre USA-Tournee umgebaute DC-7 mit dem aus einer herausgestreckten Zunge bestehenden Logo von Rolling Stones Records.